# Ruta Estatal de California 284
La Ruta Estatal de California 284, abreviada SR 284 (en inglés: California State Route 284) es una carretera estatal estadounidense ubicada en el estado de California. La carretera inicia en el Sur desde la SR 70     en Chilcoot en sentido Norte hasta finalizar en el Lago Frenchman. La carretera tiene una longitud de 13,4 km (8.302 mi).

## Mantenimiento
Al igual que las autopistas interestatales, y las rutas federales y el resto de carreteras estatales, la Ruta Estatal de California 284 es administrada y mantenida por el Departamento de Transporte de California por sus siglas en inglés Caltrans.